# Rosehall
Rosehall är en by i Highland i Skottland. Byn är belägen 11 km 
från Lairg. Orten har 255 invånare (2011).